# Адміністративний поділ Йорданії

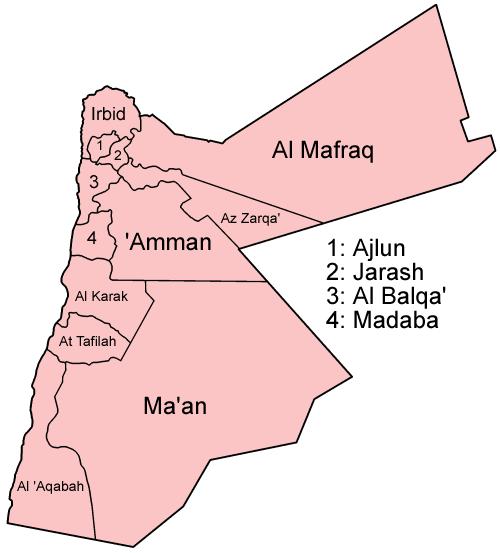
Мапа мухафаз Йорданії

Йорданія адміністративно поділяється на 12 мухафаз (провінцій). Усі, крім Ель-Балка, мають однойменні адміністративні центри. На чолі мухафаз знаходяться губернатори, призначувані королем Йорданії і котрі перебувають у підпорядкуванні міністерства внутрішніх справ. Провінції розділені на 52 району.
| мухафаза (укр.) | мухафаза (англ.) | Адміністративний центр | Площа, км² | Населення (2004), осіб |
| --------------- | ---------------- | ---------------------- | ---------- | ---------------------- |
| Аджлун          | Ajlun            | Аджлун                 | 412        | 118 496                |
| Акаба           | Aqaba            | Акаба                  | 6 583      | 101 736                |
| Амман           | Amman            | Амман                  | 8 231      | 1 939 405              |
| Джераш          | Jerash           | Джераш                 | 402        | 153 650                |
| Ірбід           | Irbid            | Ірбід                  | 1 621      | 925 736                |
| Маан            | Ma'an            | Маан                   | 33 163     | 92 672                 |
| Мадаба          | Madaba           | Мадаба                 | 2 008      | 129 792                |
| Ез-Зарка        | Zarqa            | Ез-Зарка               | 4 080      | 774 569                |
| Ель-Балка       | Balqa            | Ес-Салт                | 1 076      | 344 985                |
| Ель-Карак       | Kerak            | Ель-Карак              | 3 217      | 204 135                |
| Ель-Мафрак      | Mafraq           | Ель-Мафрак             | 26 435     | 240 515                |
| Ет-Тафіла       | Tafilah          | Ет-Тафіла              | 2 114      | 75 290                 |

| Йорданія | Це незавершена стаття з географії Йорданії. Ви можете допомогти проєкту, виправивши або дописавши її. |